# Shorea roxburghii
Shorea roxburghii är en tvåhjärtbladig växtart som beskrevs av George Don jr. Shorea roxburghii ingår i släktet Shorea och familjen Dipterocarpaceae. Inga underarter finns listade i Catalogue of Life.